# RocketWerkz
RocketWerkz是一家位于新西兰的独立视频游戏工作室，其总部位于达尼丁，旗下还有另一个工作室设在奥克兰。

## 成立与发展
迪恩·霍尔在2014年初离开波希米亚互动工作室后，就回到了他的祖国新西兰，他希望促进当地的游戏开发行业。2014年12月，他在达尼丁成立了RocketWerkz工作室。
该工作室最初专注于实验项目和探索新技术，其中就包括虚拟现实技术。2015年9月，RocketWerkz宣布与中国大陆科技集团腾讯建立合作伙伴关系，腾讯收购了该公司的部分股权。此投资使RocketWerkz有能力提升其开发能力以及扩充员工队伍。

## 旗下游戏

### Out of Ammo
Out of Ammo 是一款虚拟现实策略游戏，它是早期虚拟现实游戏之一。

### 空间站工程师
空间站工程师（Stationeers）是一款空间站模拟游戏，其允许玩家建造和管理一个空间站，具有物理学、大气力学和复杂资源管理的要素。

### 猫猫航天局（Kitten Space Agency）
2024年10月，霍尔宣布 RocketWerkz 已开始开发一款名为 《猫猫航天局》的新游戏，该游戏旨在作为坎巴拉太空计划精神上的继承者，“要完成坎巴拉太空计划未尽的的挑战，承诺与感受”，Rocketwerkz 是竞标制作《坎巴拉太空计划2》的前三家公司之一，但未被选中。猫猫航天局的开发团队中拥有几位坎巴拉太空计划的模组制作者。该游戏希望提供一个没有加载动画的无缝宇宙，并且包含外星基地建设，维生系统和多人游戏功能。该游戏还将具有海量的可修改内容以及一个独立游戏引擎，允许玩家自定义各个方面。游戏提供了三体物理学模拟系统。 游戏在在访谈中透露，该游戏可能以免费分发的形式以保证游戏的可持续性。

## 引用
1. ↑  Gera, Emily.  [迪恩·霍尔将辞去 DayZ 负责人一职，离开波西米亚互动]. Polygon. 2014-02-24  [2024-11-01] （英语）.
2. ↑  Mack, Ben.  [大放异彩：RocketWerkz 在通过腾讯投资和大型游戏项目扩大规模]. Idealog. 2016-12-05  [2024-11-01] （英语）.
3. ↑  McWhertor, Michael. . Polygon. 2016-04-15  [2024-11-01] （英语）.
4. ↑  Hall, Charlie. . Polygon. 2017-07-31  [2024-11-01] （英语）.
5. ↑  Evans-Thirlwell, Edwin. . Rock Paper Shotgun. Gamer Network Limited.   [30 December 2024]. （原始内容存档于4 November 2024） （英语）.
6. ↑  . youtube. 2025-4-14 （英语）.